# 황인준 (기업인)
황인준(黃仁埈, 1965년 6월 16일~)은 대한민국의 기업인이다. 라인의 최고재무책임자 직을 맡고 있다.

## 경력
- 2008년~2013년: NHN 최고재무책임자
- 2013년~2016년: 네이버 최고재무책임자
- 2016년: 라인 최고재무책임자

## 수상
- 2011년: 인터넷 산업 아시아 베스트 CFO 부문 1위